# Alfred Delp
Alfred Delp, född 15 september 1907 i Mannheim, död 2 februari 1945 i Plötzenseefängelset, var en tysk katolsk jesuitpräst, som blev avrättad för sitt motstånd mot den nazistiska regimen i Tredje riket. Han tillhörde Kreisaukretsen som hade bildats kring Helmuth von Moltke.

## Biografi
Delp prästvigdes i München 1937 och tjänade därefter som själasörjare i kyrkorna Heilig Blut och St. Georg i Bogenhausen. Där hjälpte han i hemlighet judar att fly till Schweiz.
Delp betraktade sitt motstånd mot nazismen som en naturlig följd av den katolska socialläran. Flera framträdande jesuiter kritiserade det nazistiska styret. Detta ledde till massgripanden och konfiskering av jesuitisk egendom. Delp invigdes i Kreisaukretsen av sin överordnade Augustin Rösch.
Den 20 juli 1944 förövade höga officerare ett attentat mot Adolf Hitler. Den 28 juli greps Delp av Gestapo. I januari 1945 ställdes Delp inför Volksgerichtshof tillsammans med Helmuth von Moltke, Franz Sperr och Eugen Gerstenmaier. Delp, von Moltke och Sperr dömdes till döden genom hängning, medan Gerstenmaier ådömdes sju års fängelse.